# Evropská norma
Evropská norma (EN) je taková technická norma, kterou schválila jedna ze tří standardizačních organizací Evropské unie, kterými jsou Evropský výbor pro normalizaci (CEN), Evropský výbor pro normalizaci v elektrotechnice (CENELEC) a Evropský ústav pro telekomunikační normy (ETSI). Jsou klíčovým prvkem evropského jednotného trhu a přejímají je jako národní standardy všechny členské státy Evropské unie.
Pro Českou republiku se o přejímaní norem stará Česká agentura pro standardizaci. Pro tuto variantu evropských norem je používán název, který navíc začíná předponou ČSN. Podobně například slovenské převzaté evropské normy začínají předložkou STN a německé začínají předložkou DIN.
V rámci označení evropských norem jsou některé číselné rozsahy rezervované pro určité účely:
| Rozsah                 | Význam |
| ---------------------- | --- |
| EN 1 až EN 99          | Původní norma organizace CEN |
| EN 1000 až EN 1999     | Původní norma organizace CEN |
| EN 2000 až EN 6999     | Normy, které připravila AeroSpace and Defence Industries Association of Europe (ASD STAN)                                                                                         |
| EN 10000 až EN 10999   | rezervováno (většinou normy o oceli) |
| EN 20000 až EN 29999   | Starší číslování pro normy přejaté ze standardů Mezinárodní organizace pro normalizaci (ISO), ISO NNNN se přímočaře stávalo EN 2NNNN, např. ISO 2338 bylo převzato jako EN 22338. |
| EN 40000 až EN 49999   | Normy z oblasti IT schválené organizacemi CEN a CENELEC |
| EN 50000 až EN 59999   | Normy CENELECu |
| EN 60000 až EN 69999   | Normy CENELEcu pro převzetí norem, které přijala Mezinárodní elektrotechnická komise (IEC)                                                                                        |
| EN 100000 až EN 299999 | Normy CENELECu pro elektronické součástky |
| EN 300000 až EN 399999 | Normy ETSI |